# Zero-G-
Zero-G- è un brano musicale di Masami Okui pubblicato come singolo il 10 maggio 2006 dalla evolution. Il singolo è arrivato alla settantaquattresima posizione nella classifica settimanale Oricon. Il brano è stato utilizzato come sigla d'apertura per la serie televisiva anime Ray the Animation.

## Tracce
CD singolo EVCS-0006
1. zero -G-
2. Gift
3. zero -G- (instrumental)
4. Gift (instrumental)

Durata totale: 22:04

## Classifiche
| Classifica (2006)                        | Posizione più alta |
| ---------------------------------------- | ------------------ |
| Giappone (Classifica settimanale Oricon) | 64                 |